# Canlaon
Canlaon è una città componente delle Filippine, situata nella Provincia di Negros Oriental, nella Regione di Visayas Centrale.
L'intero territorio della municipalità è parte del Parco naturale del monte Kanla-on, istituito nel 1997  dall'allora presidente delle Filippine Gloria Arroyo.
Canlaon è formata da 12 baranggay:
- Bayog
- Binalbagan
- Bucalan (East Budsalan)
- Budlasan (West Budlasan)
- Linothangan
- Lumapao
- Mabigo (Pob.)
- Malaiba
- Masulog
- Ninoy Aquino
- Panubigan
- Pula